# Amsterdam Admirals

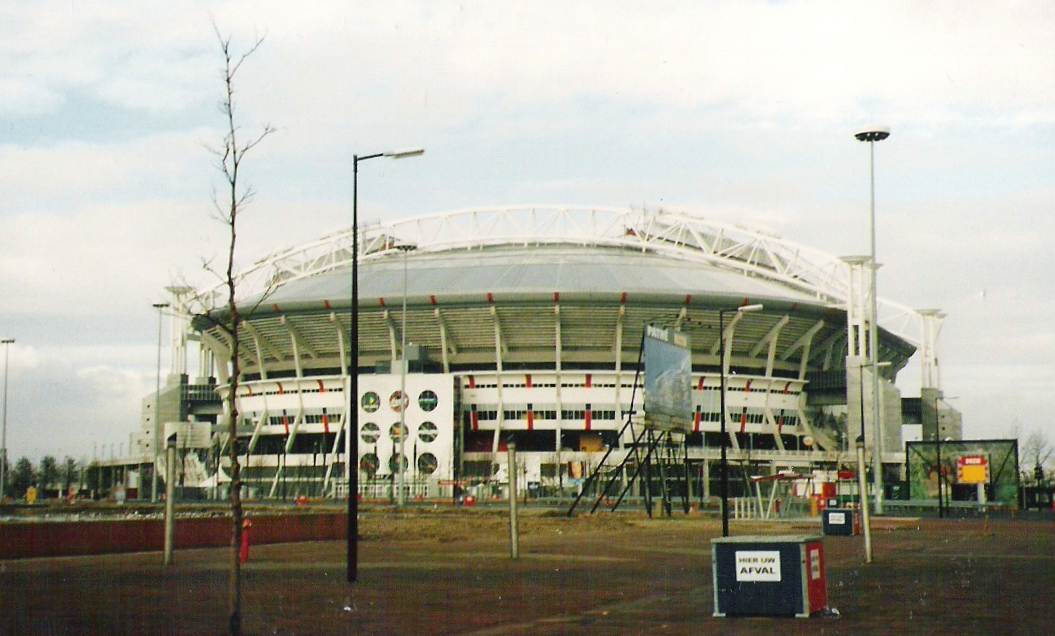
Ámsterdam Arena, Ámsterdam

Los Amsterdam Admirals fue un equipo profesional de fútbol americano de la NFL Europa situado en Ámsterdam (Países Bajos).
Fue creado en 1995 cuando la NFL reestructuró la World League of American Football.
Los Almirantes eran uno de los tres nuevos equipos, siendo los otros dos el Scottish Claymores y el Rhein Fire.
Los Almirantes comenzaron a jugar sus partidos de casa en el Estadio Olímpico de Ámsterdam, hasta 1996, cuando se mudaron al Amsterdam Arena.
Amsterdam Admirals era el único equipo de la NFL Europa situado fuera de Alemania. Jugaron la final de 1995 contra Frankfurt Galaxy, perdiendo por 26-22. Diez años más tarde, en su undécimo año de existencia, los Almirantes ganaron su primera final, derrotando a Berlin Thunder por 27-21 en la XIII edición. Al año siguiente repitieron presencia en la final, perdiendo ante Frankfurt Galaxy por 22-7.
El 28 de junio del 2007, pocos días después del World Bowl 2007, los oficiales de la NFL anunciaron el cierre definitivo de la liga, desapareciendo así no solo los Amsterdam Admirals sino también la NFL Europa.

## Títulos
- World Bowl XIII (2005)

## Anillo de Honor
- Adam Vinatieri - K (1995)
- Jonathan Kirksey - DT (1995, 1998-2001)
- Frank Temming - RB (1995-2000)
- Silvio Diliberto - K (1997-2004)
- Kurt Warner - QB (1998)
- Derrick Levake - OL (1999-2000)
- Rafael Cooper - RB (2002)
- Matthew Hatchette - WR (2003)
- Willie Pile - SS (2004)
- Ruvell Martin - WR (2005)

## Jugadores notables
- Jamie Martin - QB (1995)
- Marcos Jasive - QB (1995)
- Darren Bennett - P (1995)
- Will Furrer - QB (1995-1996)
- Mario Cristóbal - OG (1995-1996)
- Jay Fiedler - QB (1997)
- Kurt Warner - QB (1998)
- Jake Delhomme - QB (1998)
- Tom Nütten - OG (1998)
- Joe Douglass - WR (1998-1999)
- Dan González - QB (1999)
- Jim Kubiak - QB (1999-2000)
- Ron Powlus - QB (2000)
- José Cortéz - K (2000)
- Spergon Wynn - QB (2001)
- Kevin Daft - QB (2002)
- Shaun Hill - QB (2003)
- Clint Stoerner - QB (2004)
- Gibran Hamdan - QB (2004-2006)
- Kurt Kittner - QB (2005)
- Jarrett Payton - RB (2005)
- Cory Peoples - S (2005)
- Norman LeJeune - S (2005)
- Jeff Roehl - OL (2006)
- Jared Allen - QB (2006)
- Skyler Fulton - WR (2006-2007)
- Shawn Morgan - LB (2006)
- Derrick Ballard - LB (2005-2007)
- Jonathan Smith - RB (2005 & 2007)